# ريتشارد بيل (مدير فني)
ريتشارد بيل (بالإنجليزية: Richard Bell)‏ هو مدير فني أمريكي، ولد في 2 سبتمبر 1937 في ليتل روك في الولايات المتحدة.